# Nassella lepida
Nassella lepida là một loài thực vật có hoa trong họ Hòa thảo. Loài này được Hitchc. miêu tả khoa học đầu tiên năm 1915.

## Hình ảnh

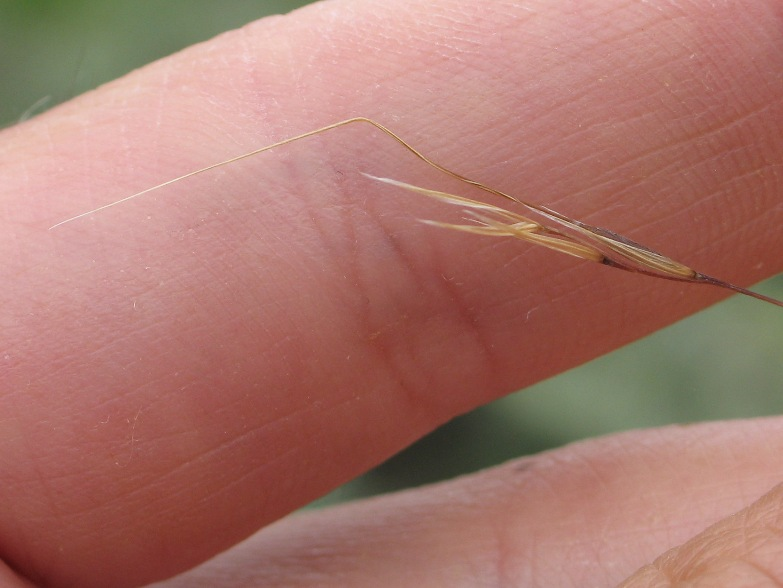
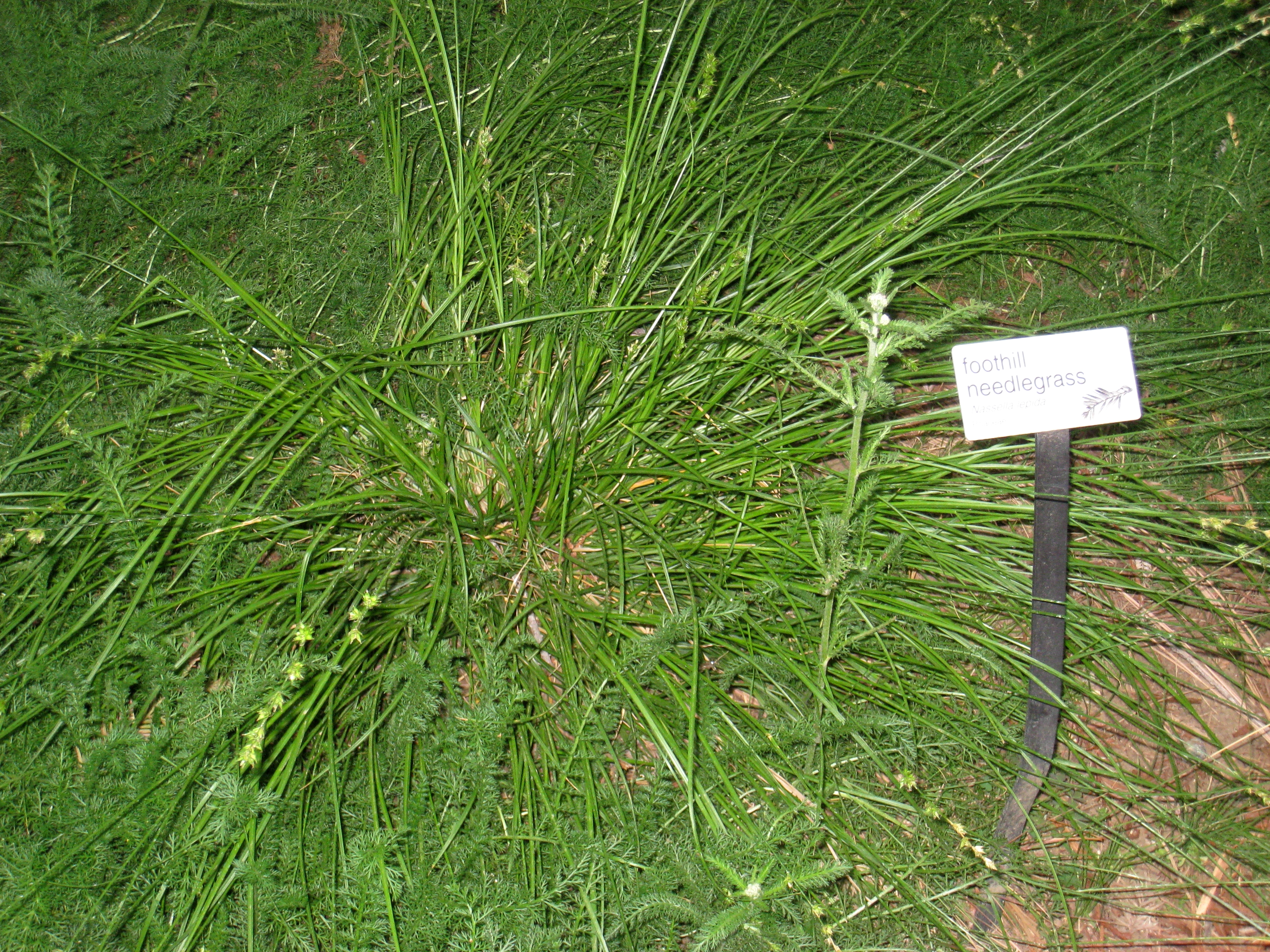